# Радул Минчев
Радул Минчев Радулов е български офицер, генерал-майор от Държавна сигурност.

## Биография
Роден е на 19 май 1925 г. в Килифарево, Търновско. От 1963 е щатен служител на Държавна сигурност. От 2 февруари 1963 г. e началник на Окръжното управление на МВР-Велико Търново. През 1980 г. е назначен за ръководител на оперативната група на МВР в СССР. От 1983 до 1 ноември 1988 г. отново е определен за началник на Окръжното управление на МВР-Велико Търново. От 30 юли до септември 1975 г. е на двумесечен курс в Школата на КГБ в Москва. От 1 ноември 1988 – 27 февруари 1990 г. е началник на Областното управление на МВР-Ловеч. През 1988 г. е избран за член на Бюрото на Областния комитет на БКП в Ловеч. Награден е с орден „Народна република България“ – III степен за участие във Възродителния процес., орден „Народна република България“ – I ст. (1975), орден „Георги Димитров“ (1985).